# Браиловский, Леонид Григорьевич
Леонид Григорьевич Браиловский (1918—1992) — советский театральный критик и театровед, также педагог.

## Биография
Родился 14 декабря 1918 года в Ростове-на-Дону в еврейской семье.
В 1937 году окончил ростовскую среднюю школу № 5 и в этом же году поступил на исторический факультет Ростовского педагогического института.
Когда началась Великая Отечественная война, Леонид был студентом 4-го курса; был призван в ряды РККА и направлен на учебу в Первое Ростовское артиллерийское училище. По окончании училища, получив звание лейтенанта, с февраля 1942 года воевал на Юго-Западном фронте; на Изюм-Барвенковском направлении его часть попала в окружение и Браиловский попал в плен, где находился более трех лет, пребывая в концлагерях. Сумел выжить, выдавая себя за ингуша. Его родители, оставшиеся в войну в Ростове, были расстреляны в Змиевской балке.
В апреле 1945 года был освобожден Красной Армией и направлен на спецпроверку. Демобилизовавшись в апреле 1946 года, Леонид Браиловский вернулся в Ростов-на-Дону. Восстановился на историческом факультете педагогического института, который окончил в 1947 году. Работать учителем истории не смог, так как был беспартийным евреем, побывавшим в немецком плену. Лишившись возможности работать по специальности, Браиловский решил заняться шахматами и театром. Возглавил детскую шахматную секцию при домоуправлении, работал тренером в шахматном клубе и в Донском отделении спортивного общества «Труд». Сам стал кандидатом в мастера, а затем — судьей республиканской категории.
Одновременно Леонид Григорьевич самостоятельно изучал историю русского и зарубежного искусства, и с начала 1950-х годов посвятил свою жизнь театру. Его рецензии печатались в ведомственных газетах, а также в местной и центральной прессе. За следующие сорок лет им было написано множество рецензий на спектакли, поставленные в донских театрах — Ростова, Таганрога, Новочеркасска и Шахт. В 1954 году он был принят в члены Всероссийского театрального общества РСФСР. В Ростовской организации Союза театральных деятелей РСФСР он возглавлял секцию критики и театроведения.
С конца 1950-х годов Браиловский получил постоянную преподавательскую работу: с 1959 по 1965 годы преподавал эстетику в Ростовском художественном училище, с 1965 по 1968 годы читал курс лекций по истории русского и зарубежного театра и основам марксистско-ленинской эстетики на актерском отделении Ростовского училища искусств. С 1980 года одновременно вел специальный курс по истории театрального искусства на филологическом и других факультетах Ростовского государственного университета.

Памятная доска в Ростове-на-Дону

Умер 26 января 1992 года в Ростове-на-Дону.
На доме по адресу улица Пушкинская 141, где жил и работал театральный критик и педагог, ему открыта мемориальная доска.